# Alana Haim
Alana Haim, född 15 december 1991 i Los Angeles, är en amerikansk skådespelare, musiker och sångare.
Alana Haim spelar gitarr och sjunger i gruppen Haim. Som skådespelare fick sitt stora genombrott i filmen Licorice Pizza där hon spelade huvudrollen Alana Kane. För rollprestationen blev hon bland annat nominerad till en BAFTA och till en Golden Globe Award. I filmen The Mastermind spelade hon Terri Mooney, en av de större rollerna och i filmen One Battle After Another spelade hon åter en av de större rollerna.

## Filmografi (i urval)
- 2021 – Licorice Pizza
- 2025 – The Mastermind
- 2025 – One Battle After Another